# 原旅大建国学校旧址
原旅大建国学校旧址，位于中华人民共和国辽宁省大连市中山区五四路82号，已列为大连市文物保护单位。

## 历史
原旅大建国学校旧址建于日占时期的1929年。

## 保护
2003年9月29日，原旅大建国学校旧址公布为第五批大连市文物保护单位。